# Medlovický lom
Medlovický lom je přírodní památka na severozápadním okraji obce Medlovice v okrese Uherské Hradiště ve Zlínském kraji.

## Předmět ochrany
Předmětem ochrany je unikátní výskyt porcelanitu v lomové stěně. Stěna lomu, kde se v minulosti těžil místní porcelanit, je padesát metrů dlouhá a až pět metrů vysoká. Tato stěna představuje úplný profil výskytu porcelanitů, včetně kontaktních zón s nadložím a podložím. Na dně lomu se nachází mělká tůňka, v niž se vyskytují některé druhy obojživelníků.

## Poloha
Přírodní památka leží na území Vážanské vrchoviny, geomorfologického podcelku Kyjovské pahorkatiny, v geomorfologickém okrsku Žádovická pahorkatina. Lom se nachází na okraji Chřibů v nadmořské výšce 314 až 326 m asi 300 metrů západně od okraje obce Medlovice.

## Geologie

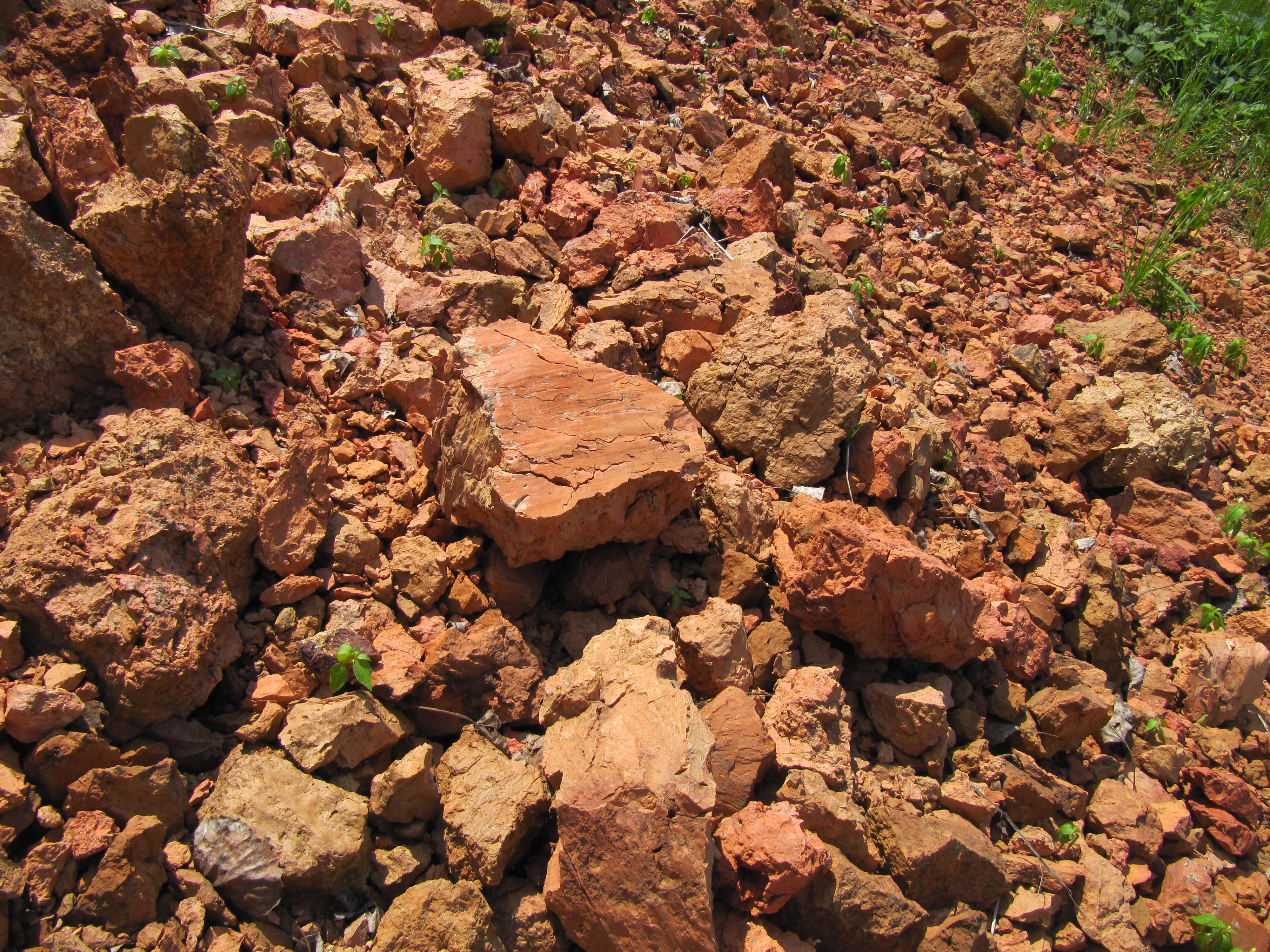
Kusy porcelanitu v lomu

V této oblasti Středomoravských Karpat je paleogenní flyš tvořen několika silně zvrásněnými litostratigrafickými jednotkami. V mělkých okrajových depresích se zde v období tzv. pannonu před cca 11,5 milióny let usadily jíly se slojemi lignitu o mocnosti asi 1,5 m
Medlovické porcelanity, které vznikly vypálením původních jílů při vyhoření lignitové sloje, mají převážně výraznou cihlově červenou barvu různých odstínů, ale vyskytují se zde i porcelanity okrově hnědé, hnědé, fialové, modrošedě až nejsilněji vypálené světle šedé Porcelanity jsou v důsledku smršťování materiálu po vypálení rozpukané. Zároveň jsou však poměrně tvrdé, rozpadají se na ostrohranné úlomky o velikosti od několika centimetrů až 20 cm.

## Historie
První zmínka o medlovických porcelanitech pochází z roku 1884, kdy zde již probíhala drobná těžba suroviny, kterou místní nazývají červenka nebo červenice. Nový lom byl v místě dnešní přírodní památky otevřen až ve 20. století v období před 2. světovou válkou. Od padesátých do sedmdesátých let 20. století. využívalo vytěženou horninu zemědělské družstvo z Boršic u Buchlovic. Surovina se používala na zpevňování místních komunikací a pro stavební účely, medlovickým porcelanitem jsou vysypány i některé chodníky v zámeckém parku v Buchlovicích. Porcelanit se používal i jako dekorační materiál. Těžba byla definitivně zastavena po vyhlášení přírodní památky v roce 1997.

## Rizika
Přesto, že již v roce 1998 byl vjezd do lomu zahrazen závorou, neustále se opakují snahy místních obyvatel a vlastníků lomu o nelegální pokračování těžby, čímž je tato přírodní památka trvale ohrožována.